# Pascagoula (ciutat)
Pascagoula és una ciutat del Comtat de Jackson (Mississipi) i seu del mateix comtat. L'any 2007 s'estimava una població de 23.452 habitants.

## Història

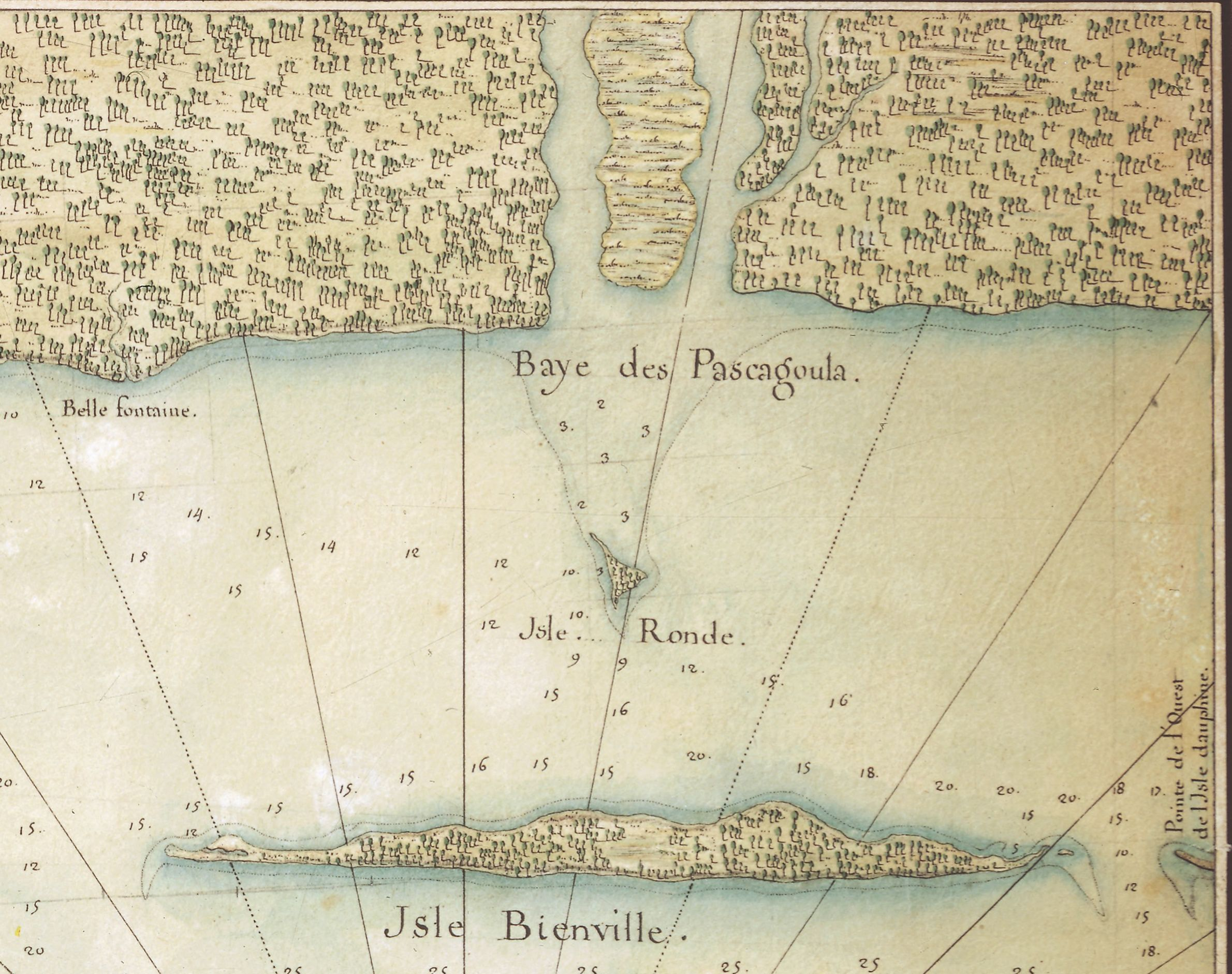
La badia de Pascagoula en un mapa del s. XVIII

El nom Pascagoula, que significa "menjador de pa", prové dels pascagoules, un grup d'indis americans que es troben als pobles del riu Pascagoula a certa distància sobre de la seva desembocadura. Sembla que fou Hernando de Soto qui tingué el primer contacte amb ells a la dècada de 1540, encara que se sap poc d'aquella trobada. Pierre Le Moyne d'Iberville, fundador de la colònia de Louisiana, va deixar un relat més detallat d'una expedició d'aquesta regió l'any 1700. El primer relat detallat prové de Jean-Baptiste Le Moyne de Bienville, germà petit d'Iberville, a qui els pascagoula el visitaren a Fort Maurepas a l'actual Ocean Springs, poc després que es va establir i mentre el germà gran era a França. Hi ha pocs detalls segurs sobre aquest poble, llevat que la seva llengua semblava no haver compartit una arrel etimològica amb els grups nadius més grans del nord, especialment els choctaws (que parlen una llengua muskogee). S'ha especulat que la seva llengua podria estar relacionada amb la llengua biloxi (els biloxis parlaven una llengua siouan extinta, que està relacionada amb les llengües parlades pels sioux, els crows i els ho-Chunk) El territori del poble biloxi sembla que oscil·lava entre les zones del que ara s'anomena badia de Biloxi. fins a Bayou La Batre (Alabama) i 25 milles (40 km) aigües amunt del Pascagoula, i el territori del poble pascagoula sembla haver-se situat entre una certa distància al nord d'allí fins a la confluència dels rius Leaf i Chickasawhay. Tanmateix, no hi ha documents en llengua pascagoula; en conseqüència, les afiliacions genealògiques d'altres autors són especulatives.
Els primers colons europeus de Pascagoula van ser Jean Baptiste Baudreau Dit Graveline, Joseph Simon De La Pointe i la seva tia, Madame Chaumont.
Història moderna

### Història moderna
La regió va canviar de mans durant el segle següent, sent ocupada de diferents maneres pels anglesos, francesos i espanyols fins molt després de la Guerra d'Independència dels Estats Units. No va passar a la possessió permanent dels Estats Units fins al 1812 quan es va afegir al Territori del Mississipi. Durant 74 dies de l'any 1810, Pascagoula va formar part del que es denominà República de Florida Occidental.  Pascagoula es va incorporar com a poble el 1892 i va obtenir l'estatus de ciutat el 1901. L'actual centre de Pascagoula solia ser la ciutat de Scranton, Mississipi (incorporada el 1870) fins que les dues ciutats es van fusionar el 1912.
L'octubre de 1973, es diu que es va produir un presumpte albirament d'objectes voladors no identificats i una abducció segrest alienígena quan els seus companys de feina Charles Hickson i Calvin Parker van afirmar que van ser segrestats per alienígenes mentre pescaven prop de Pascagoula. L'incident, Pascagoula Abduction, rebé una considerable cobertura mediàtica. El juny de 2019 Pascagoula va col·locar un marcador històric prop del presumpte lloc del segrest.

### Huracà Katrina

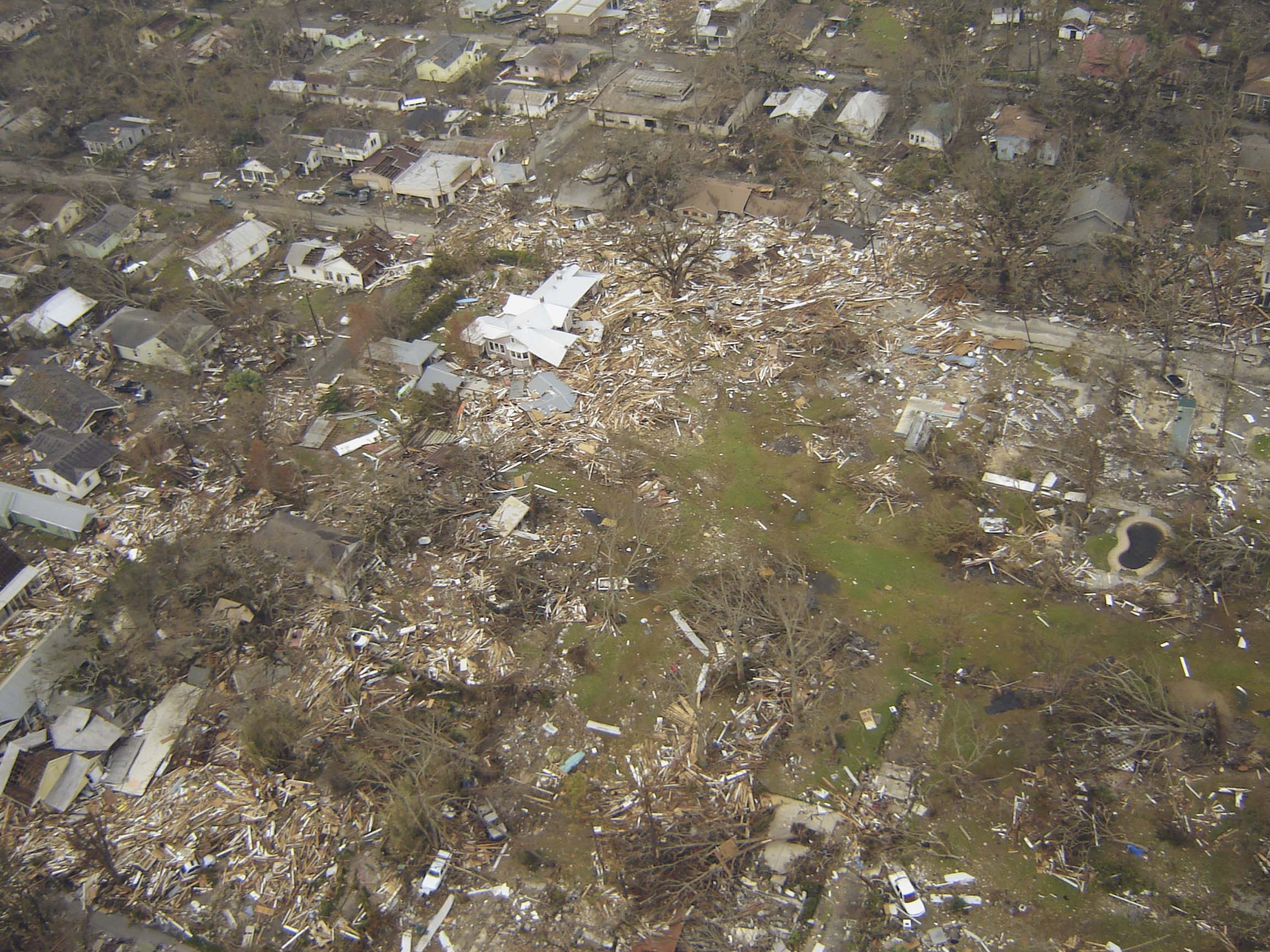
Cases destruïdes o inundades per l'Huracà Katrina

El 29 d'agost de 2005 la maror ciclònica de 20 peus (6,1 m) de l'huracà Katrina va devastar Pascagoula, així com Biloxi i Gulfport i la resta de la costa del golf de Mississipi. Katrina tocà terra durant la marea alta de les 6:12 del matí, 2,1 peus (0,64 m) més.
L'huracà Katrina va danyar més de quaranta biblioteques de Mississipi, inundant el primer pis de la Biblioteca Pública de Pascagoula i provocant l'atac de floridures a l'edifici.

## Demografia
Segons el cens del 2000, Pascagoula tenia 26.200 habitants, 9.878 habitatges, i 6.726 famílies. La densitat de població era de 666,4 habitants per km².
Dels 9.878 habitatges en un 34,5% hi vivien nens de menys de 18 anys, en un 44,6% hi vivien parelles casades, en un 18,8% dones solteres, i en un 31,9% no eren unitats familiars. En el 27% dels habitatges hi vivien persones soles el 9,7% de les quals corresponia a persones de 65 anys o més que vivien soles. El nombre mitjà de persones vivint en cada habitatge era de 2,52 i el nombre mitjà de persones que vivien en cada família era de 3,05.
Per edats la població es repartia de la següent manera: un 26,9% tenia menys de 18 anys, un 12% entre 18 i 24, un 28,9% entre 25 i 44, un 20,4% de 45 a 60 i un 11,9% 65 anys o més.
L'edat mediana era de 33 anys. Per cada 100 dones de 18 o més anys hi havia 100,9 homes.
La renda mediana per habitatge era de 32.042$ i la renda mediana per família de 39.044$. Els homes tenien una renda mediana de 30.313$ mentre que les dones 22.594$. La renda per capita de la població era de 16.891$. Entorn del 18,1% de les famílies i el 20,7% de la població estaven per davall del llindar de pobresa.

## Poblacions properes
El següent diagrama mostra les poblacions més properes.